# Géométrie dans l'espace

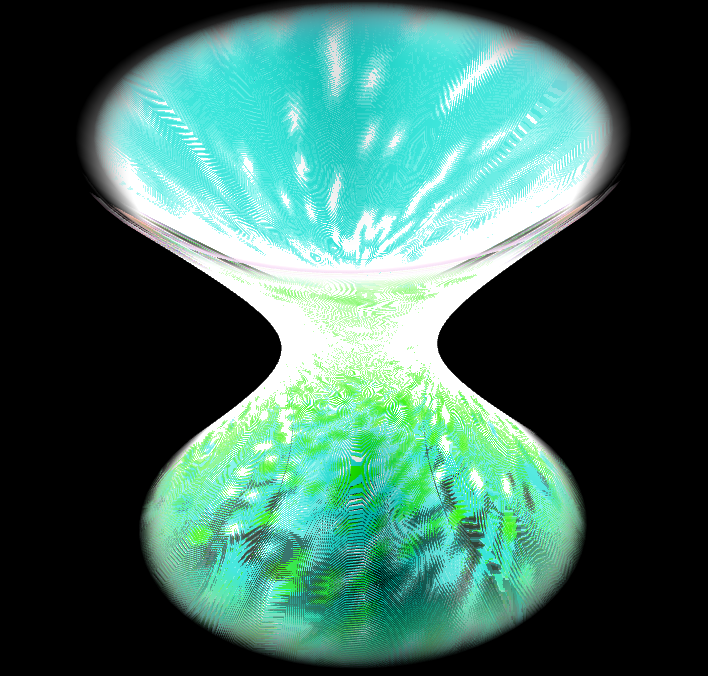
Hyperboloïde de révolution à une nappe

En mathématiques, la géométrie dans l'espace consiste à étudier les objets définis dans la géométrie plane dans un espace à trois dimensions et à y ajouter des objets qui ne sont pas contenus dans des plans : surfaces (plans et surfaces courbes) et volumes fermés. Il s'agit donc de géométrie dans un espace à trois dimensions.

## Géométrie euclidienne dans l'espace
On peut adopter, dans l'espace à trois dimensions, les mêmes axiomes que la géométrie euclidienne.
Lorsque l'on étudie les objets de la géométrie plane (appris au complémentaire), il suffit en général de se contenter de les imaginer dans un plan. Résoudre un problème revient ainsi à considérer différents plans, et à étudier les propriétés des objets contenus dans ces plans. La solution vient en général du fait qu'un objet appartient à plusieurs plans à la fois.
Les objets sont dits « coplanaires » s'ils appartiennent à un même plan. Notons que :
- par deux droites sécantes, il passe un plan et un seul ;
- par deux droites parallèles non confondues, il passe un plan et un seul ;
- par trois points non alignés, il passe un plan et un seul ;
- par une droite et un point hors de cette droite, il passe un plan et un seul,

donc on peut définir un plan par trois points non alignés – ou – par deux droites sécantes – ou – par deux droites parallèles non confondues – ou – par une droite et un point hors de cette droite.

### Exemple d'objets non plans
Surfaces courbes ouvertes :
- paraboloïdes de révolution
- hyperboloïdes de révolution
- cônes de révolution

Surfaces fermées :
- polyèdres
  - cônes à base polygonale
  - prismes
  - parallélépipèdes
  - pyramides
  - Scutoïdes
- surfaces de révolution
  - cônes de révolution
  - cylindres
  - sphères
  - ellipsoïdes
  - paraboloïdes

### Adaptation de notions de géométrie plane
- Perpendicularité
  - Normale à une surface
- Transformations :
  - Homothétie
  - Projection
  - Rotation

### Notions spécifiques
- Angle solide
- Solide géométrique

Voir aussi Géométrie analytique > Géométrie analytique dans l'espace.

## Géométrie non euclidienne dans l'espace
On peut appliquer les axiomes des géométries non euclidiennes (géométrie hyperbolique et géométrie elliptique) dans l'espace.
Le résultat est assez déroutant pour le sens commun, mais a permis le développement de la théorie de la relativité générale, notamment en fournissant un modèle géométrique à la gravité. On ne parle plus de « droite », mais de « géodésique » ; ainsi, la trajectoire d'un satellite dans l'espace est une géodésique, ce qui permet de prédire par exemple le phénomène d'avance du périhélie ; de même, la trajectoire d'un rayon lumineux entre deux étoiles correspond à une géodésique de longueur nulle (ce qui ne signifie pas pour autant que les deux points de l'espace-temps soient confondus : celui-ci constitue un espace non euclidien).
En utilisant une géométrie dans l'espace euclidien et la théorie de la gravitation de Newton (force reliant les centres des astres), on obtiendrait une trajectoire elliptique sans avance du périhélie, contrairement à ce qui est constaté expérimentalement (abstraction faite de l'avance du périhélie due aux perturbations des autres planètes). On dit parfois, par boutade, que le modèle de gravitation de Newton n'est totalement valable que dans un seul cas : celui où aucun corps massif n'est là pour en perturber le modèle, ce qui a  évidemment quelque chose de gênant.